# Circuito di Silverstone
Il circuito di Silverstone è un tracciato per competizioni automobilistiche situato a breve distanza dal villaggio omonimo nella contea di Northamptonshire in Inghilterra. Fu su questo circuito che si svolse, il 13 maggio 1950, la prima gara del campionato del mondo di Formula 1. È la sede storica (dopo alcune interruzioni) del Gran Premio di Gran Bretagna di Formula 1.

## Storia

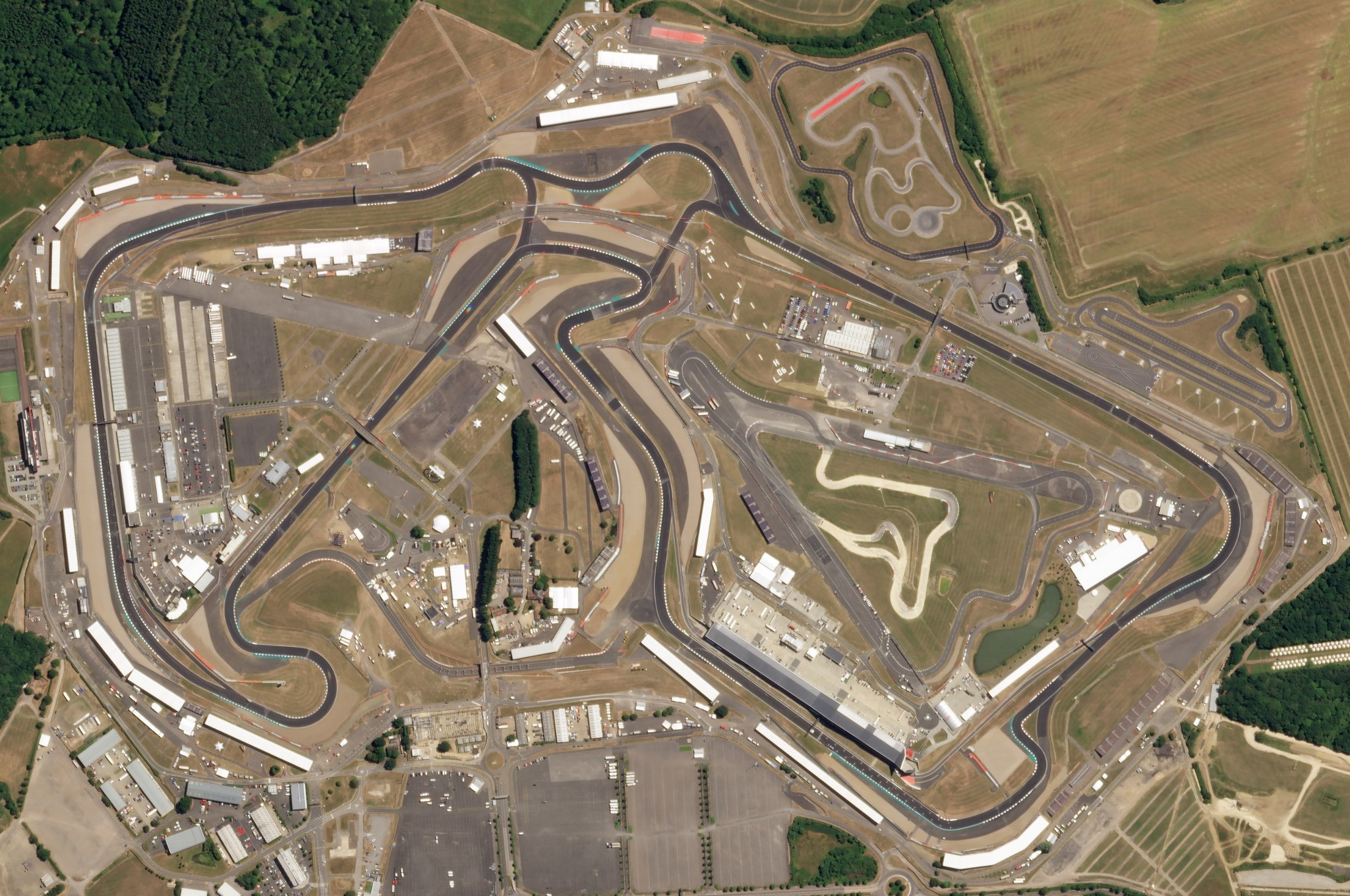
L'attuale circuito visto dal satellite

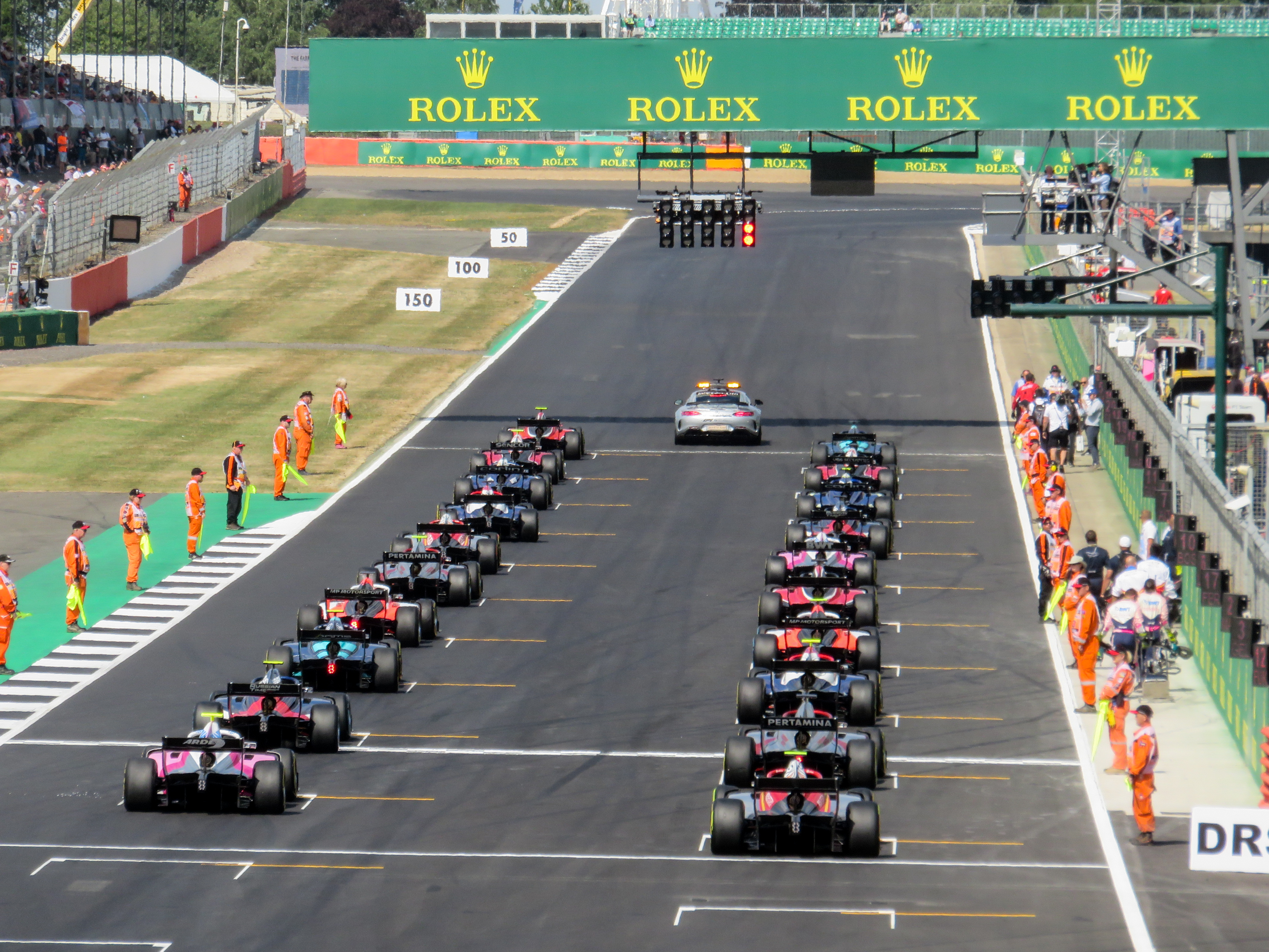
La partenza della Gara 1 del Gran Premio di Formula 2 2018 a Silverstone

Silverstone nasce come aeroporto militare, RAF Silverstone, nel 1943. La configurazione era quella standard con la quale venivano realizzati tutti gli aeroporti britannici della seconda guerra mondiale: tre piste disposte a triangolo.
Nel dopoguerra le prime gare utilizzarono proprio le tre piste di decollo come tracciato. Queste venivano collegate con tre curve secche realizzate con balle di paglia. Si generò un circuito velocissimo.
Dal 1950 si cominciarono a utilizzare per le competizioni le vie perimetrali, dando così origine al circuito vero e proprio, il cui schema rimase quasi invariato per 37 anni.
Nel 1951, il 14 luglio, José Froilán González si aggiudica il IV Gran Premio di Gran Bretagna, prova valida per il mondiale di Formula 1: è la prima vittoria della Ferrari nella Formula 1 e segna anche il declino irreversibile, per questo tipo di gare, dei motori con compressore volumetrico.
Nel 1975 venne realizzata una chicane nel tentativo di limitare la velocità di percorrenza della curva Woodcote.
Nel Gran Premio del 1985 Keke Rosberg su Williams-Honda ha realizzato la pole position a una media di 259,005 km/h: si è trattato della pole position con la media più alta nella storia della Formula 1. Il record è durato per quasi 20 anni: nel 2002, Juan Pablo Montoya su Williams-BMW ha fatto segnare nel corso delle qualifiche del Gran Premio d'Italia 259,828 km/h, portato due anni dopo a 260,395 km/h di media da Rubens Barrichello su Ferrari. Nelle qualifiche del Gran Premio d'Italia 2018 il record è stato nuovamente battuto da Kimi Räikkönen sempre su Ferrari con una media di 263,587 km/h. Due anni più tardi, nelle qualifiche del Gran Premio d'Italia 2020, il record è stato ancora una volta aggiornato da Lewis Hamilton su Mercedes con una media di 264,362 km/h.
Nel 1987 venne modificata la curva Bridge.
Nel 1990 e nel 1991 si sono svolti più importanti lavori di trasformazione del circuito, che lo rivoluzionarono. Questi lo hanno portato a una configurazione più lenta, privandolo delle sue storiche curve Stowe, Club e Woodcote. Il cambio di configurazione non è stato molto gradito dai piloti di Formula 1. Nel 1997 il tracciato fu riasfaltato e le curve Priory e Luffield furono modificate: la Priory diventa veloce, mentre il complesso Luffield non ha più 2 curve essendo stato ridotto a una singola, fu allungata l'uscita della pit lane e nel 1998 furono colorati i cordoli della pista (prima erano bianchi, poi sono diventati blu-bianchi e ora sono bianchi-rossi). In questo stesso anno Michael Schumacher ha vinto il GP di F1 attraversando la linea del traguardo in pit lane. Nel Tracciato Stowe i cordoli rimasero bianchi fino al 2011, quando furono colorati bianchi-rossi per rispettare le regole dei due tracciati.
Nel 2004 è stato raggiunto un accordo tra la società che gestisce l'impianto e Bernie Ecclestone, che ha garantito la presenza della Formula 1 a Silverstone fino al 2009. Sul finire dell'edizione 2008 infatti Bernie Ecclestone ha reso noto che il Gran Premio d'Inghilterra dal 2010 si sarebbe spostato sul tracciato del Donington Park già utilizzato da molti anni per il Motomondiale e Superbike e per il Gran Premio d'Europa. Nel luglio 2008 il pilota finlandese della Ferrari Kimi Räikkönen ha superato, su questo tracciato, la soglia dei 500 punti. Nella storia della Formula 1 era successo solo a 3 piloti, fra i quali il tedesco Michael Schumacher. A seguito delle difficoltà degli organizzatori di Donington il 7 dicembre 2009 viene firmato un accordo tra Ecclestone e gli organizzatori di Silverstone per mantenere per 17 anni la gara sul circuito.
Nella stagione 2010 il circuito è stato allungato di 750 metri e la F1  ha utilizzato il percorso inizialmente previsto per la MotoGP. Dalla stagione 2011 la griglia di partenza è stata spostata dalla posizione originale tra le curve Woodcote e Copse inserendola tra le curve Club e Abbey, dov'è sorta anche la nuova pit lane e il nuovo paddock. Il tratto di circuito tra la curva Woodcote e la Copse, lungo cui è presente la vecchia pit lane, è stato chiamato rettilineo internazionale. Nel 2012 fu riasfaltato il vecchio rettilineo di partenza della F1 perché sconnesso. Nel 2018 la pista fu completamente riasfaltata, ma il nuovo fondo suscitò varie critiche sia dai piloti di Formula 1 che soprattutto da quelli di MotoGP, che si videro annullare il Gran Premio a causa dello scarso drenaggio dell'asfalto e delle troppe cunette presenti, che rendevano troppo pericoloso correre con la pioggia. Subito dopo venne istituita una commissione d'inchiesta guidata dal progettista Jarno Zaffelli. Alla luce delle risultanze dell'investigazione, nell'estate 2019 la pista è stata nuovamente riasfaltata.
I lavori, terminati a tempo di record, sono stati diretti dall'italiana Dromo. Le successive gare di Formula 1 e di MotoGP si sono svolte regolarmente segnando entrambe record sul giro in tutte le classi.
Il record assoluto del circuito è di 1'24"303 stabilito da Lewis Hamilton su Mercedes nelle qualifiche del Gran Premio di Gran Bretagna 2020.
Nella stagione 2020 di Formula 1 il circuito ha ospitato l'edizione del Gran Premio del 70º Anniversario, introdotto dalla FIA per garantire un certo numero di gare durante il campionato, condizionato dalla pandemia di COVID-19.
Il 12 dicembre 2020 il rettilineo principale di partenza del circuito, conosciuto come International Pits Straight, viene rinominato in Hamilton Straight, come riconoscimento ai risultati ottenuti nella stagione 2020 dal pilota britannico della Mercedes Lewis Hamilton, tra i quali il raggiungimento dei sette titoli mondiali e aver eguagliato il numero di successi in Formula 1 del tedesco Michael Schumacher.
Nella stagione 2021 il circuito diviene il primo nella storia del campionato mondiale in cui avviene la sperimentazione di un nuovo format del weekend di gara, col debutto della Qualifica Sprint utilizzata per stabilire la griglia di partenza del Gran Premio.

## Struttura
La superficie del tracciato si estende su due diverse contee. Metà del tracciato è nel territorio del Buckinghamshire, mentre l'altra si trova nel Northamptonshire. Disposto su un altopiano spazzato dai venti, una delle sue principali caratteristiche è la estrema variabilità delle condizioni meteorologiche. All'interno del tracciato sono ancora attive tre piste e vengono ancora utilizzate come aeroporto. Durante il weekend del Gran Premio Silverstone diventa uno dei più trafficati aeroporti britannici, tanto che viene creato un apposito centro di controllo del traffico aereo.

## Mappe del circuito

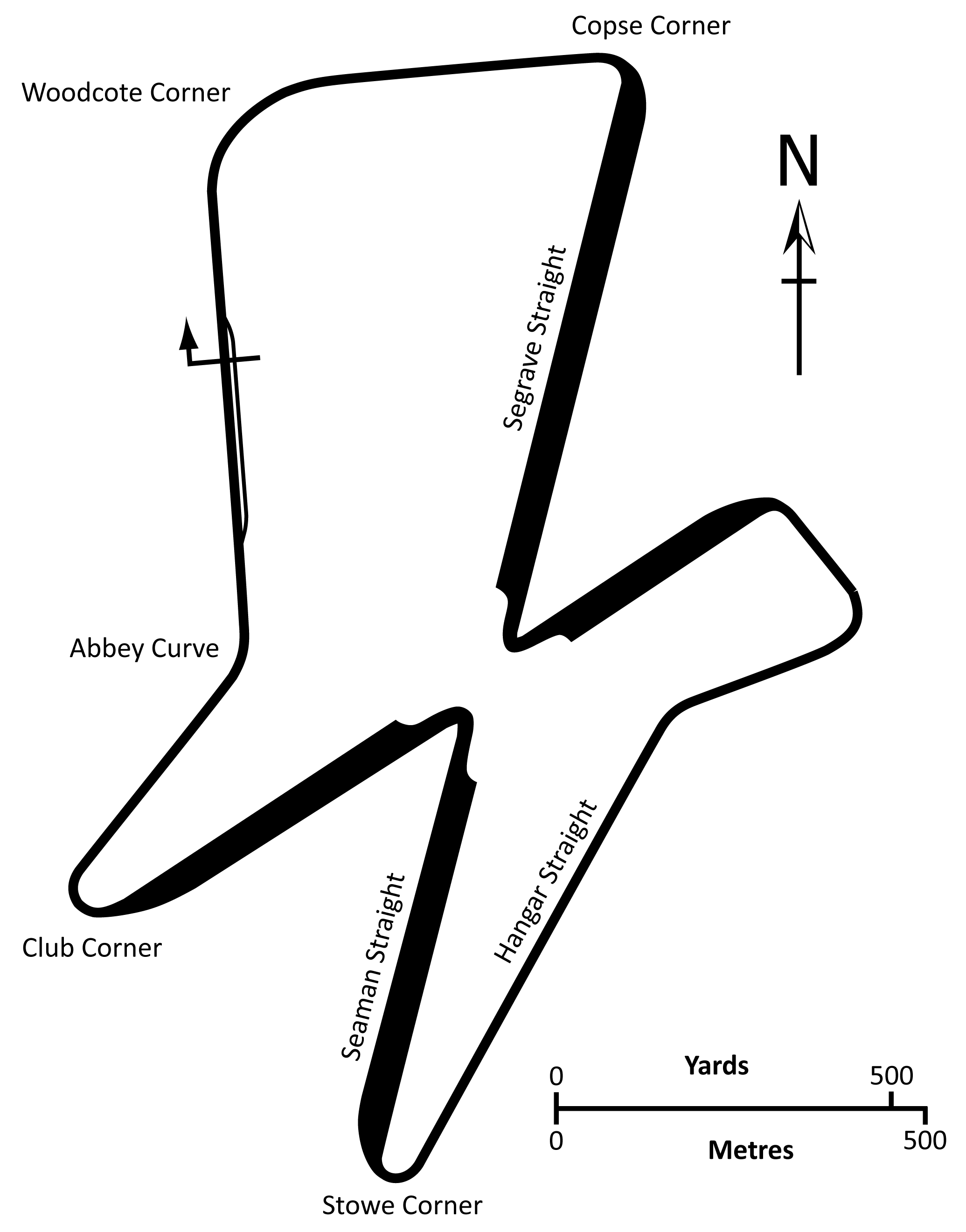
Il tracciato originale
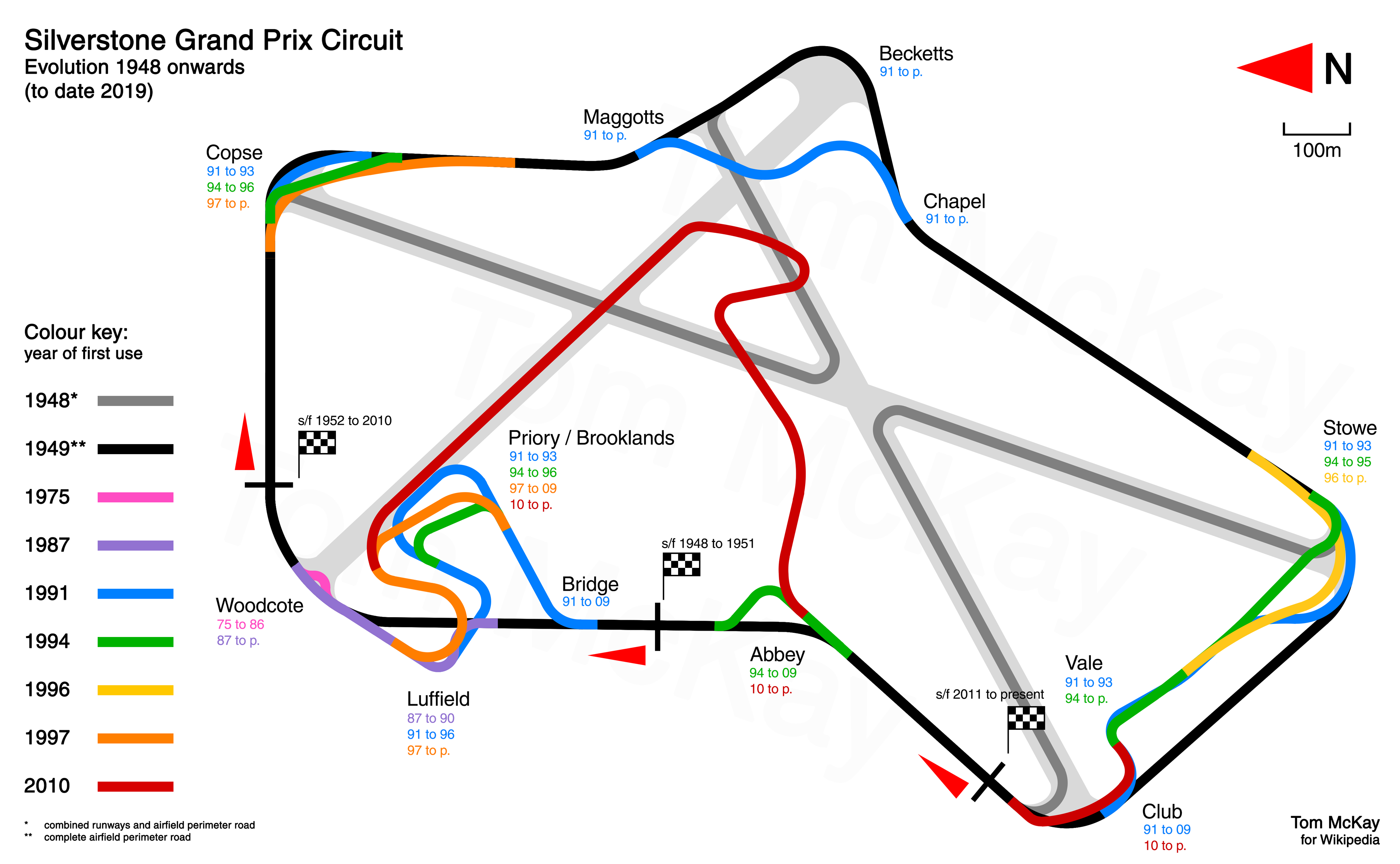
Le varie configurazioni del circuito dal 1949 a oggi
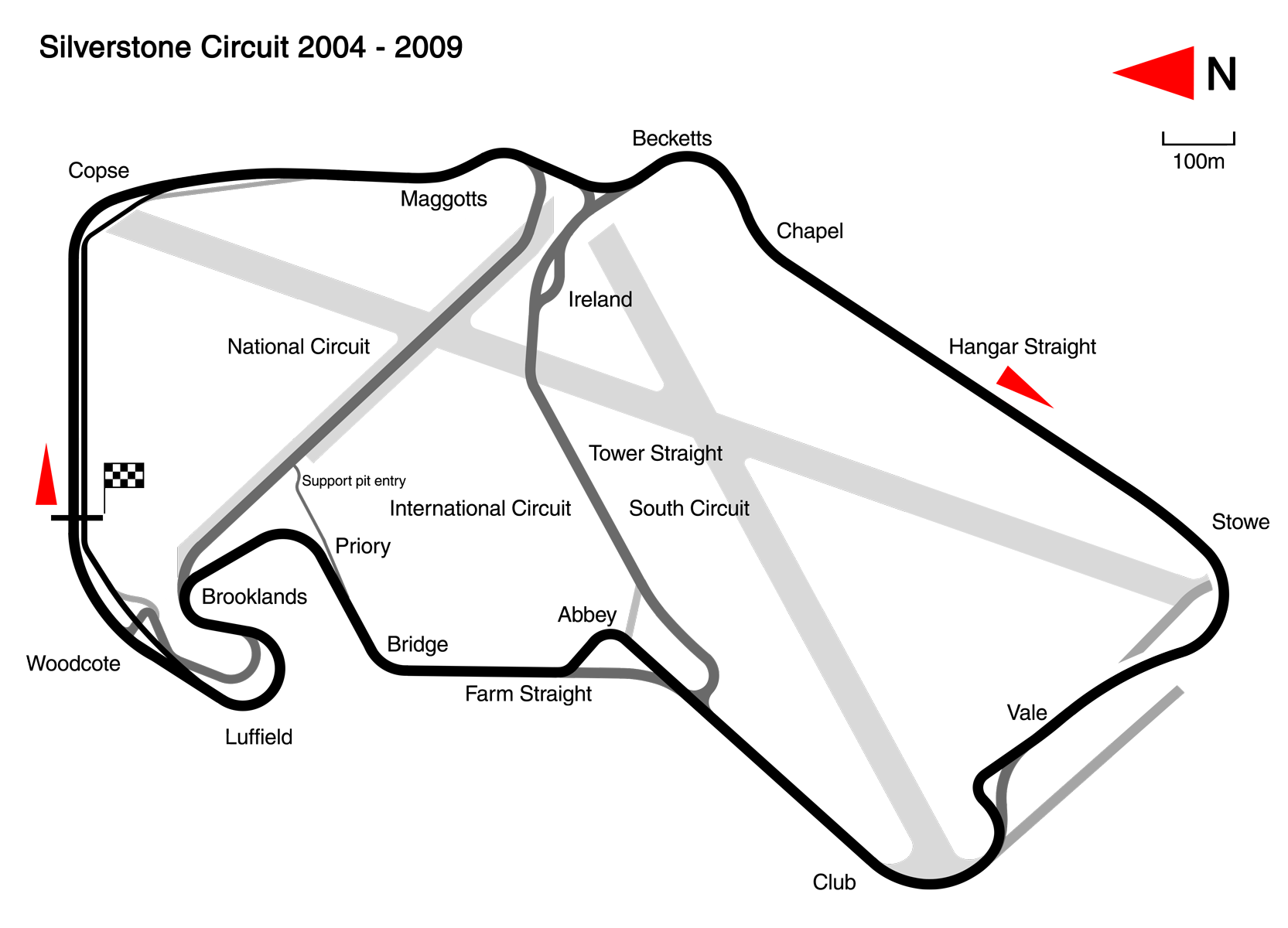
La configurazione di 5.141 metri utilizzata dal 1997 al 2009
La configurazione di 5.901 metri utilizzata nel 2010
La configurazione di 5.891 metri utilizzata dal 2011

## Altri circuiti britannici
- Circuito di Brands Hatch
- Circuito di Cadwell Park
- Circuito di Croft
- Circuito di Crystal Palace
- Circuito di Donington Park
- Circuito di Goodwood
- Circuito di Mallory Park
- Circuito di Oulton Park
- Circuito di Thruxton